# Gaspar Hernández
Gaspar Hernández es un municipio de la República Dominicana situado en la provincia de Espaillat, en la costa norte del país.

## Historia
Gaspar Hernández fue fundado el 5 de abril de 1907 bajo el gobierno del presidente Ramón Cáceres. Inicialmente llevaba el nombre de Joba, en honor al río Joba que pasa por el centro del distrito municipal de Gaspar Hernández. El desarrollo del cultivo del café y el cacao propiciaron la población del lugar. El municipio de Gaspar Hernández recibió su nombre actual en honor al sacerdote peruano Gaspar Hernández, colaborador del prócer Juan Pablo Duarte y partidario de la Guerra de Independencia Dominicana.

## Economía
La economía de Gaspar Hernández se fundamenta en la producción agrícola y el turismo. En la agricultura resaltan el cultivo de café, cacao, plátano y otros rubros. Con el paso del tiempo se ha ido desarrollando la pesca artesanal. El turismo (en especial el ecoturismo) se basa en atractivos como sus playas (como Playa La Ermita, Playa de Rogelio y Playa Magante), la Laguna Cachón y el río Joba, y el ambiente rural. En la zona de Ojo de Agua se encuentran también grutas y cuevas.

## Población
El municipio de Gaspar Hernández está constituido por los siguientes distritos municipales:
| Nombre           | Población |
| ---------------- | --------- |
| Gaspar Hernández | 15,076    |
| Joba Arriba      | 3,742     |
| Veragua          | 18,173    |
| Villa Magante    | 3,790     |
| Población total  | 40,781    |